# Acqua e Sapone Calcio a 5 2014-2015
Questa pagina raccoglie i dati riguardanti la S.S.D. Acqua e Sapone Calcio a 5, squadra di calcio a 5 militante in serie A, nelle competizioni ufficiali del 2014-2015.

## Calciomercato

### Sessione estiva
| Diego Cavinato    | Asti         |
| Júlio De Oliveira | Asti         |
| Daniele Giansante | Montesilvano |
| Murilo Schiochet  | Concórdia    |

| Chaguinha           | Benfica      |
| Thomas Egea         | Aosta        |
| Francesco Scordella | Montesilvano |
| Márcio Zanchetta    | Real Rieti   |

### Sessione invernale
| Michele Mongelli | Aquile Molfetta |

| Tiago Calli | Aosta |

## Rosa 2014-2015
| N° | Naz.                                       | Ruolo      | Sportivo              | Anno     |  |  |
| -- | ------------------------------------------ | ---------- | --------------------- | -------- |  |  |
| 1  | Italia (bandiera)                          | POR        | Stefano Mammarella    | 02.02.84 |  |  |
| 16 | Brasile (bandiera) · Italia (bandiera)     | DIF        | Murilo Ferreira       | 10.03.89 |  |  |
| 13 | Brasile (bandiera)                         | UNI        | Luiz Paulo Caetano    | 01.10.89 |  |  |
| 6  | Italia (bandiera)                          | UNI        | Daniele Giansante     | 27.12.93 |  |  |
| 18 | Brasile (bandiera)                         | UNI        | Coco Schmitt          | 17.12.84 |  |  |
| 9  | Brasile (bandiera) · Italia (bandiera)     | LAT        | Fabricio Calderolli   | 02.01.86 |  |  |
| 7  | Brasile (bandiera) · Italia (bandiera)     | LAT        | Diego Cavinato        | 06.05.85 |  |  |
| 8  | Argentina (bandiera)                       | LAT        | Leandro Cuzzolino     | 21.05.87 |  |  |
|    | Italia (bandiera)                          | LAT        | Michele Mongelli      | 02.03.91 |  |  |
| 20 | Brasile (bandiera)                         | LAT        | Murilo Schiochet      | 09.01.93 |  |  |
| 10 | Argentina (bandiera)                       | PIV        | Cristian Borruto      | 07.05.87 |  |  |
| 11 | Brasile (bandiera) · Italia (bandiera)     | PIV        | Júlio De Oliveira     | 08.06.91 |  |  |
| 3  | Brasile (bandiera) · Portogallo (bandiera) | PIV        | Fernando Leitão       | 03.01.81 |  |  |
|    | Italia (bandiera)                          | Allenatore | Massimiliano Bellarte | 30.11.77 |  |  |

## Under 21
| N° | Naz.              | Ruolo | Sportivo                | Anno     |  |  |
| -- | ----------------- | ----- | ----------------------- | -------- |  |  |
| 17 | Italia (bandiera) | POR   | Germano Montefalcone    | 14.03.94 |  |  |
| 12 | Italia (bandiera) | POR   | Daniel Andrea Trusgnach | 29.02.96 |  |  |
| 21 | Italia (bandiera) | UNI   | Davide Baiocchi         | 06.10.94 |  |  |
| 22 | Italia (bandiera) | UNI   | Matteo Piccirilli       | 10.11.95 |  |  |
| 19 | Italia (bandiera) | LAT   | Yuri Di Matteo          | 19.04.95 |  |  |
| 27 | Italia (bandiera) | LAT   | Alex Maura              | 02.08.94 |  |  |

## Risultati

### Serie A

#### Girone di andata
| Arbitri: | Francesca Muccardo (Roma 1) Giovanni Nero (Latina) |
| Crono:   | Leonardo Gaetani (San Benedetto del Tronto)        |

|                                                                  |           |                         |
| Leitão 3'25'’ Borruto 18'51'’ Calderolli 23'11'’ Borruto 38'58'’ | Marcatori | 4'42'’ Rufine 19’ Serpa |

| Arbitri: | Nicola Maria Manzione (Salerno) Francesco Paolo Spinazzola (Barletta) Rocco Morabito (Vercelli) |
| Crono:   | Giacomo Allotta (Torino)                                                                        |

|                                                                           |           |                                  |
| Fortino 4'33'’ (rig.) Čujec 6’ Jonas 31'05'’ Torrás 35'46'’ Jonas 38'35'’ | Marcatori | 11'53'’ Borruto 31'45'’ Cavinato |

| Arbitri: | Francesco Nitti (Barletta) Walter Mameli (Cagliari) |
| Crono:   | Gianluca Gentile (Roma 1)                           |

|                                                                                   |           |                 |
| Cuzzolino 3'45'’ Leitão 17'03'’ Murilo 21'31'’ Leitão 24'37'’ De Oliveira 39'17'’ | Marcatori | 35'48'’ Fabiano |

| Arbitri: | Mauro Albertini (Ascoli) Ruggiero Chiariello (Barletta) |
| Crono:   | Gianluca Greco (Cosenza)                                |

|                                                |           |                                           |
| Pereira 9'55'’ Delpizzo 26'53'’ Vieira 39'57'’ | Marcatori | 16'57'’ Cavinato 17'39'’ (t.l.) Cuzzolino |

| Arbitri: | Daniele Ferretti (Roma 1) Mario Filippini (Roma 1) |
| Crono:   | Massimiliano Palombi (Avezzano)                    |

|                                                               |           |                                 |
| Borruto 12'12'’ De Oliveira 19'49'’ Cavinato 25'49'’, 38'20'’ | Marcatori | 31'18'’ Pedotti 33'03'’ Bertoni |

| Arbitri: | Fabio Gelonese (Saronno) Alessandro Merenda (Reggio Calabria) Giovanni Beneduce (Nola) |
| Crono:   | Salvatore Minichini (Ercolano)                                                         |

|                                                 |           |                                                |
| Bico 7'58'’ Milucci 20'56'’ (rig.) Bico 34'46'’ | Marcatori | 2'28'’ Leitão 7'32'’ Cuzzolino 28'20'’ Borruto |

| Arbitri: | Angelo Galante (Ancona) Francesco Peroni (Città Di Castello) Lorenzo Di Guilmi (Vasto) |
| Crono:   | Gianfranco Di Padova (Termoli)                                                         |

|                                                   |           |                |
| Cuzzolino 12'40'’ Leitão 19'59'’ Cavinato 29'31'’ | Marcatori | 15'59'’ Rescia |

| Arbitri: | Giuseppe Parente (Como) Giovanni Beneduce (Nola) |
| Crono:   | Simone Micciulla (Roma 2)                        |

|                                                                                           |           | |
| De Oliveira 7'20'’ (aut.) Zanchetta 15'40'’ 16'05'’ (t.l.) 32'43'’, 35'31'’ Crema 38'21'’ | Marcatori | 11'19'’ Cavinato 23'02'’, 26'11'’ Cuzzolino 29'07'’ Cavinato 38'50'’ (aut.) Daví 39'54'’ De Oliveira |

| Arbitri: | Walter Mameli (Cagliari) Nicola Maria Manzione (Salerno) |
| Crono:   | Daniele Di Resta (Roma 2)                                |

|                                                |           |                                                 |
| Schiochet 25'40'’ Borruto 30’ Cavinato 33'07'’ | Marcatori | 1'51'’ Mauricio 14'53'’ Giasson 28'21'’ Honorio |

| Arbitri: | Antonio Gallo (Torre Annunziata) Gennaro Luca De Falco (Catanzaro) |
| Crono:   | Simone Micciulla (Roma 2)                                          |

|                              |           |                   |
| Saúl 18'52'’ Corsini 25'50'’ | Marcatori | 30'06'’ Cuzzolino |

#### Girone di ritorno
| Arbitri: | Mauro De Coppi (Conegliano) Mario Filippini (Roma 1) |
| Crono:   | Marco Solinas (Cagliari)                             |

|                          |           |                                |
| Serpa 24'56'’ Rufine 29’ | Marcatori | 7'17'’ Schmitt 25'40'’ Borruto |

### Supercoppa italiana
| Arbitri: | Francesca Muccardo (Roma 1) Giancarlo Lombardi (Roma 1) Francesco Scarpelli (Padova) |
| Crono:   | Stefano Mezzadri (Parma)                                                             |

|               |           | |
| Rubén 28'19’’ | Marcatori | 5'37’’ Leitão 8'02’’ De Oliveira 9'21’’ Schiochet 35'37’’ Calderolli 35'59’’ Leitão 37'11’’ Borruto |

### Winter Cup
| Arbitri: | Ettore Quarti (Imperia) Nicola Zanna (Ferrara) |
| Crono:   | Massimiliano Palombi (Avezzano)                |

|                                                                                                 |           |                               |
| De Oliveira 11'16'’ Murilo 24'25'’ Calderolli 26'40'’, 27'06'’ Borruto 27'16'’ Cavinato 38'19'’ | Marcatori | 22'15'’ Zanatta 32'55'’ Rocha |

| Arbitri: | Biagio Carbone (Mestre) Luca Bizzotto (Castelfranco Veneto) Giancarlo Lombardi (Roma 1) |
| Crono:   | Andrea Campi (Ciampino)                                                                 |

|                                                                       |           |                                                                                       |
| Manfroi 9'02'’ Schininà 9'19'’ Leitão 13'11'’ (aut.) Mentasti 19'21'’ | Marcatori | 6'27'’, 8'43'’, 10'02'’ Borruto 18'43'’ Calderolli 23'03'’ Cavinato 35'30'’ Cuzzolino |

| Arbitri: | Andrea Sabatini (Bologna) Filippo Ragalà (Bologna) Nicola Zanna (Ferrara) |
| Crono:   | Natale Mazzone (Imola)                                                    |

|                                  |           |                                                                      |
| Borruto 7'29'’, 14'08'’, 29'53'’ | Marcatori | 0'22'’ Rogério 2'47'’ Rescia 4'01'’ (aut.) Cuzzolino 13'37'’ Rogério |

### Coppa Italia
| Arbitri: | Francesco Peroni (Città Di Castello) Marco Delpiano (Cagliari) Luca Di Stefano (Albano Laziale) |
| Crono:   | Simone Micciulla (Albano Laziale)                                                               |

|                                                                                 |           |                                                                  |
| Wilhelm 0'17'’ Jonas 5'41'’ Torrás 6'53’’, 19'20’ Fortino 28'37'’ Jonas 39'54'’ | Marcatori | 21'57'’ Calderolli 28'00'’ Cavinato 33'38'’, 39'04'’ De Oliveira |